# Шумеев, Павел Иванович
Павел Иванович Шумеев (1 июля 1903 — 1 мая 1945) — советский военачальник, участник Великой Отечественной войны, на завершающем этапе войны командир 9-й гвардейской воздушно-десантной дивизии.

## Биография
Павел Иванович Шумеев родился 1 июля 1903 года с. Стригуны Грайворонского уезда Курской губернии. Русский.
В мае 1920 г., в неполных 17 лет, добровольно вступил в ряды Красной армии. Первоначально был зачислен в железнодорожную охрану участка Армавир, Туапсе. Через год направлен на учёбу на 87-е Славянские пехотные курсы, затем был переведён в Харьковскую объединённую военную пехотную школу червонных старшин им. ВУЦИК, которую окончил в сентябре 1924 г. Назначен на должность командира взвода в 296-й стрелковый полк 99-й стрелковой дивизии УВО. За последующие 16 лет, окончив одногодичные Московские военно-политические курсы и Высшие стрелково-тактические КУКС РККА «Выстрел» им. Коминтерна, прошёл путь до командира полка. Участвовал в освободительном походе Красной армии в Западную Белоруссию. В августе 1940 г. майор Шумеев назначен командиром 542-го стрелкового полка 161-й стрелковой дивизии Западного Особого военного округа.
В первые дни Великой Отечественной войны полк под командованием майора Шумеева в составе 100-й стрелковой дивизии 2-го стрелкового корпуса 13-й армии вёл оборонительные бои в районе автострады Минск-Москва, затем дважды оказывался в окружении. Лишь 16 октября майору Шумееву с группой из 7 человек удалось выйти в расположение советских войск. До 1 января 1942 г. проходил проверку и находился в распоряжении Военного совета Юго-Западного фронта, затем направлен в Южно-Уральский военный округ на должность командира 776-го стрелкового полка формирующейся 214-й стрелковой дивизии. В марте 1942 г. 214-я стрелковая дивизия была направлена на фронт, где вошла в состав 1-й резервной армии. В июле 1942 г. 1-я резервная армия была переименована в 64-ю армию и приняла участие в Сталинградской битве. В боях под Сталинградом подполковник П. И. Шумеев проявил себя смелым, самоотверженным командиром, пользовавшимся большим авторитетом у бойцов и командиров и был награждён орденами Красной Звезды и Отечественной войны 2-й степени. В дальнейшем П. И. Шумев командовал полком в Курской битве, Белгородско-Харьковской наступательной операции, освобождении Левобережной Украины и в наступлении на кременчугском направлении. В ноябре 1943 г. он назначен врид начальника отдела боевой подготовки 5-й гвардейской армии 2-го Украинского фронта, а через два месяца — заместителем командира 13-й гвардейской стрелковой дивизии. В период с 12 января по 15 февраля 1944 г. временно исполнял должность командира дивизии. Участвовал в Кировоградской, Уманско-Ботошанской и Львовско-Сандомирской наступательных операциях, в освобождении городов Кировоград, Первомайск, Дембица.
С 6 сентября 1944 года полковник П. И. Шумеев — командир 9-й гвардейской воздушно-десантной дивизии. В составе 33-го гвардейского стрелкового корпуса 5-й гвардейской армии дивизия участвовала в Висло-Одерской, Верхне-Силезской и Берлинской наступательных операциях. За умелое руководство войсками в этих операциях П. И. Шумеев был награждён орденом Суворова 2-й степени
1 мая 1945 года при следовании на автомашине на дороге Гросграбе — Швейниц полковник Павел Иванович Шумеев был убит. Похоронен в Бунцлау на том же кладбище, где покоится прах М. И. Кутузова.

## Награды
- Орден Красного Знамени;
- Орден Суворова 2-й степени;
- Орден Кутузова 2-й степени
- Орден Отечественной войны 2-й степени
- Орден Красной Звезды
- Медаль «За оборону Сталинграда»